# 田本站
田本站（日语：／ Tamoto eki */?）是位於長野縣下伊那郡泰阜村田本，東海旅客鐵道（JR東海）的飯田線車站。

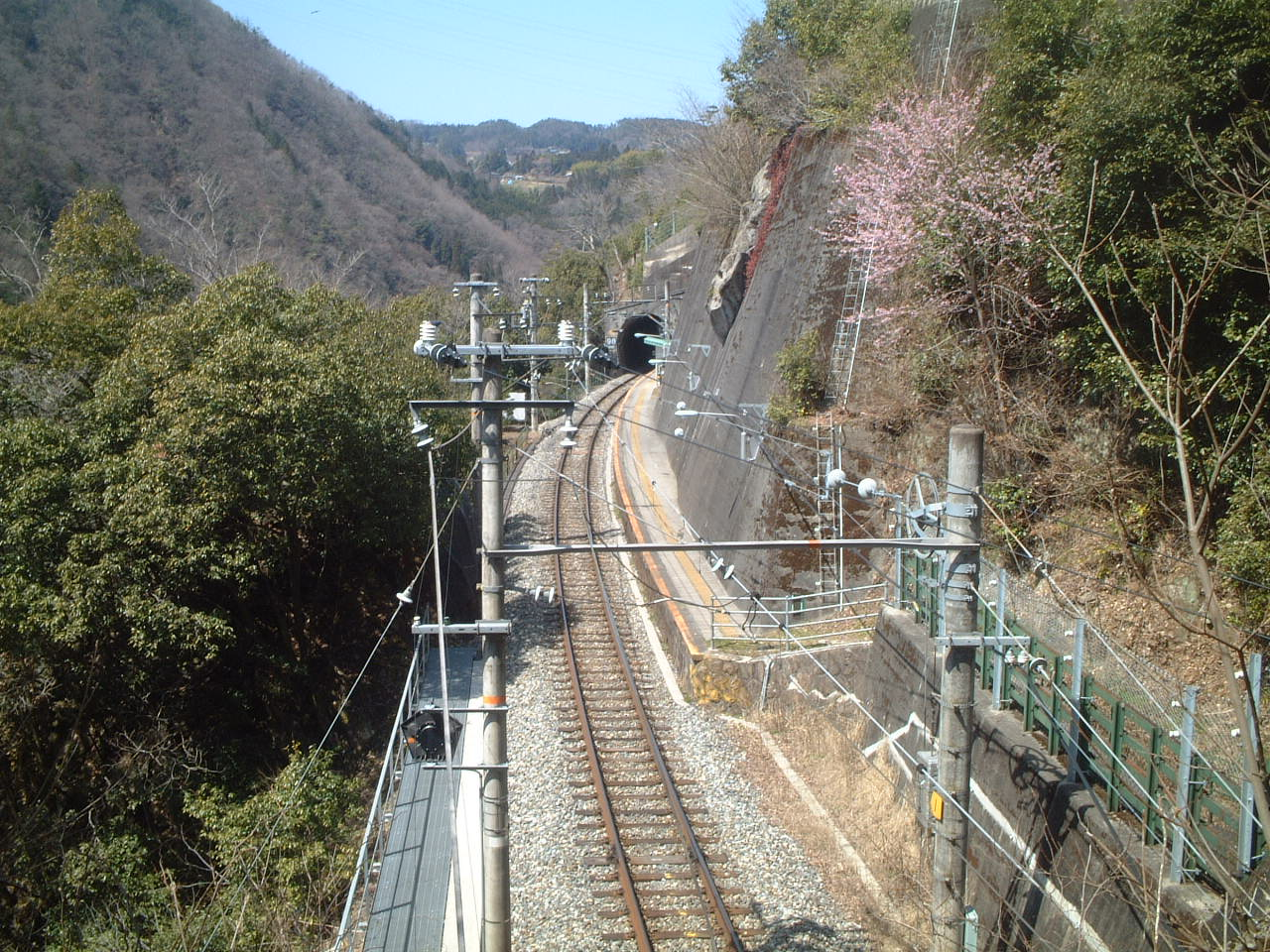
車站全景(2007年3月)

部分普通列車通過此站。

## 歷史
- 1935年（昭和10年）11月15日：三信鐵道（日语：三信鉄道）溫田站至門島站之間開通，此站啟用（田本停留場）[1]。為旅客車站。
- 1943年（昭和18年）8月1日：三信鐵道被國有化，成為飯田線的一部分。同時升級至車站，名為田本站。
  - 當時，此站只可來往東海道本線濱松至名古屋之間各站，飯田線各站和中央本線上諏訪至鹽尻之間各站和松本站的乘客使用。
- 1952年（昭和27年）12月2日：廢除旅客車站的限制。
- 1987年（昭和62年）4月1日：伴隨國鐵分割民營化，車站由東海旅客鐵道（JR東海）營運。
- 2013年（平成25年）
  - 9月 - 受到颱風萬宜影響，平岡站至天龍峽站之間暫停營業，使用巴士代行。
  - 10月10日 - 天龍峽站至平岡站之間重開。

## 車站構造
車站是一座地面車站，設有1面1線單式月台。
此站由飯田站管理的無人車站。此站沒有車站大樓，在月台上設有候車室。
此站是秘境車站。在月台後方設有混凝土製的巨型護土牆（在護土牆上邊設有岩石突出），月台對面為懸崖和天龍川。

## 使用狀況
根據「長野縣統計書」，以下為1日平均乘車人次列表：
| 年度 | 1日平均 乘車人次 |
| ---- | ---------------- |
| 2007 | 1                |
| 2009 | 1                |
| 2010 | 2                |
| 2011 | 1                |
| 2012 | 2                |
| 2013 | 2                |
| 2014 | 3                |
| 2015 | 5                |
| 2016 | 2                |
| 2017 | 1                |

## 車站周邊
車站唯一出入口連接山路，步行20分鐘便到達行車道、民居和學校。另外，在山路中途設有分岔路，可前往上述提及的行車道外，也可前往天龍川吊橋。
- 天龍川[1]。
- 泰阜村立泰阜小學
- 泰阜村立泰阜中學[1]

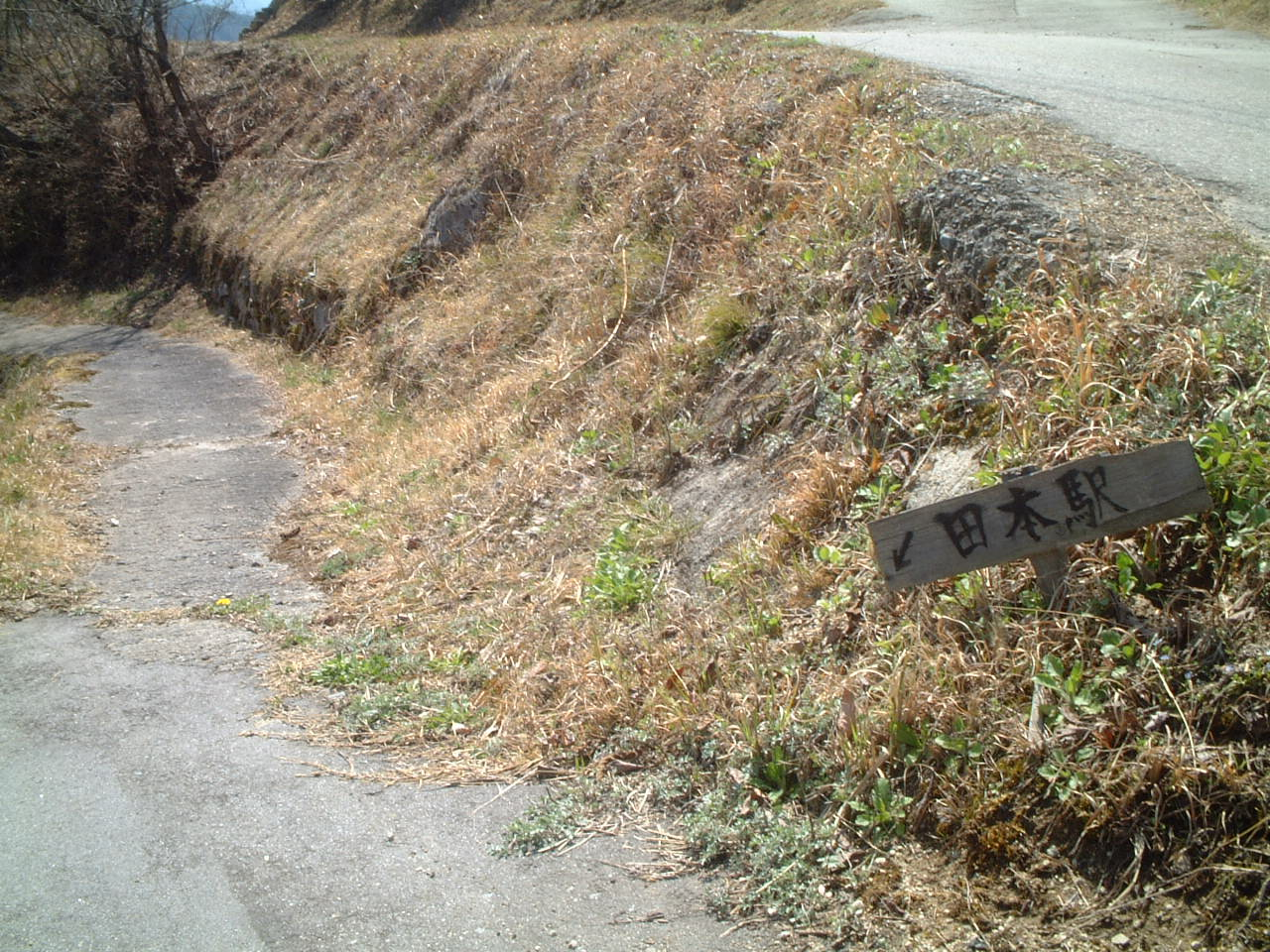
從田本村落前往車站的山路（2007年）
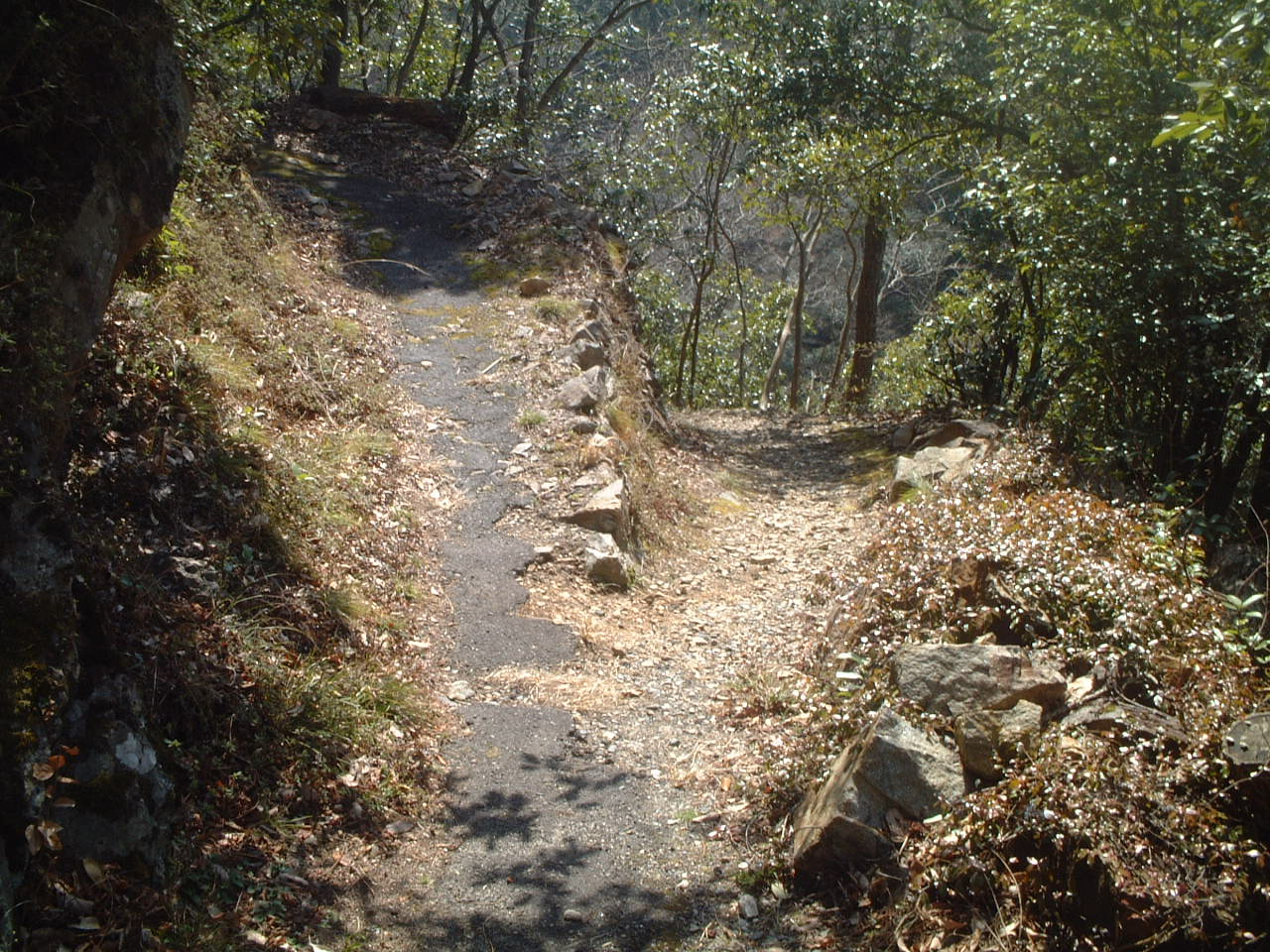
上述提及的分岔路。左邊前往田本村落方向，右邊前往阿南町方向（天龍川吊橋）。

## 相鄰車站
東海旅客鐵道（JR東海）
 飯田線
■快速（只有上行班次）、■普通（部分列車列車通過）
溫田－田本－門島
※過去特急「伊那路」曾經臨時停靠此站。

## 注腳
1. 1 2 3 4 5 6 7 8 9 10 11 12 13 14 15 16 17  信濃毎日新聞社出版部. . 信濃毎日新聞社. 2011-07-24: 228-229. ISBN 9784784071647.
2. ↑   (PDF). 長野縣企画振興部情報政策課統計室.   [2019-03-15]. （原始内容 (PDF)存档于2019-03-25） （日语）.
3. ↑   (PDF). 長野縣企画振興部情報政策課統計室.   [2020-03-14]. （原始内容 (PDF)存档于2021-01-15） （日语）.